# Дубій Андрій Андрійович
Андрій Андрійович Дубій (народився 7 травня 1972 в м. Луцьк) — український музикант (удосконалена гармоніка «Боян»), педагог, художник-аматор, захоплюється поезією, один із піонерів вітчизняної Музичної нумізматики та Музичної боністики як складових музичної історії, археології та іконографії       . Започаткував новий стиль в художньому мистецтві  — Метафізичний Інтерактивний Реалізм (МІР).
Переможець чисельних всеукраїнських і міжнародних конкурсів (у номінаціях: музичне виконавство, авторська поезія, живопис, графічні твори, образотворче мистецтво). Доцент НМАУ ім. П. І. Чайковського.

## Життєпис
У 1982 вступив до Луцької музичної школи (клас баяна заслуженого працівника культури Щегельського Ф. Г.).
У 1991 — з відзнакою закінчив Луцьке музичне училище як баяніст (клас Короля В. А.) і диригент (клас Бокового Ю. І.).
У 1998-му закінчив Національну музичну академію України ім. П. І. Чайковського (Київ), асистентуру-стажування (2002; клас М. Давидова), аспірантуру (2003; кер. М. Давидов) при ній.
У 1997 — навчався в Київській духовній семінарії (одночасно ніс іподияконський послух у Предстоятеля УПЦ, Блаженнішого Митрополита Володимира).
2002 — баяніст оркестру військ ППО України, 2002-2015 — баяніст Академічного оркестру народної та популярної музики Національного радіо та телебачення України.
Від 2000 — викладач, від 2003 — ст. викладач, від 2011 — доцент НМАУ ім. П. І. Чайковського. Студенти класу Дубія А. вибороли чисельні (понад 80) лауреатські звання і Гран-Прі на всеукраїнських (Дніпро, Дрогобич, Запоріжжя, Київ, Луцьк, Львів, Ніжин, Одеса, Севастополь, Харків) та міжнародних конкурсах і фестивалях (Австралія, Англія, Болгарія, Боснія і Герцоговина, Італія, Канада, Литва, Німеччина, Польща, Португалія, Сербія, Словацька республіка, США, Туреччина, Фінляндія, Франція, Чехія). Одні із кращих:
- Гафич Максим  — доктор мистецтва, лауреат знакових Міжнародних конкурсів «Coupe mondiale» («Кубок світу», Литва, 2018) і «Trophée mondial» («Трофей світу», Франція, 2017);
- Мосейчук Вячеслав — чемпіон Міжнародного музичного чемпіонату «Australian International Music Championships-2020» (Австралія, серпень 2020), «Trophée mondial» («Трофей світу», Франція, 2021, 2022) [Архівовано 8 листопада 2021 у Wayback Machine.], Music Competition «Accordeus» (Боснія і Герцеговина, 2021), артист у складі «RIZOL QUARTET» Національної філармонії України;
- Грибан Євгеній — лауреат XIV Międzynarodowy Festiwal Muzyki Akordeonowej w Przemyślu (Польща, 2015), VI Concorso Internazionale per Fisarmonicisti Classici e Variete «Citta di Lanciano» (Італія, 2006);
- Годлевський Володимир — композитор-баяніст, лауреат VII International Festival «MUSIK WORLD» (Італія, 2004), II International Competition in the In Name of VLADISLAV ZOLOTAREV (США, 2008);
- Семеляк Андрій — Заслужений артист України, лауреат чисельних конкурсів як баяніст і диригент, соліст-баяніст оркестру Національного заслуженого академічного українського народного хору України імені Григорія Верьовки, керівник Капели бандуристів при НМАУ ім. П. І. Чайковського, головний диригент УАФЕА «Калина»;
- Євтушенко Захар — лауреат «International Open Trophee» (1 премія, Франція, 2023).

Учасник чисельних науково-практичних конференцій, семінарів, майстер-класів. Автор більше 20 наукових статей з питань музичного виконавства, історії та філософії музичного мистецтва, один із піонерів музичної нумізматики Стародавнього світу.
Член організаційного комітету органних фестивалів «Laudate Dominum omnes gentes» (Київ, 2002, 2004) та двох Фестивалів літургій-мес (Київ, 2003, 2004), понад 20 науково-практичних конференцій, автор Першої всеукраїнської наукової конференції «Синтез науки і мистецтва у музиці» (Київ, 2005), Першої міжнародної науково-практичної конференції-фестивалю «Зірки баянно-акордеонного мистецтва» (Київ, 2006), циклу круглих столів на тему «Роль сучасного кінематографа у формуванні музиканта» (Київ, 2008), циклу круглих столів на тему «Таланти та генії минулого і сучасності» (Київ, 2011) та ін.

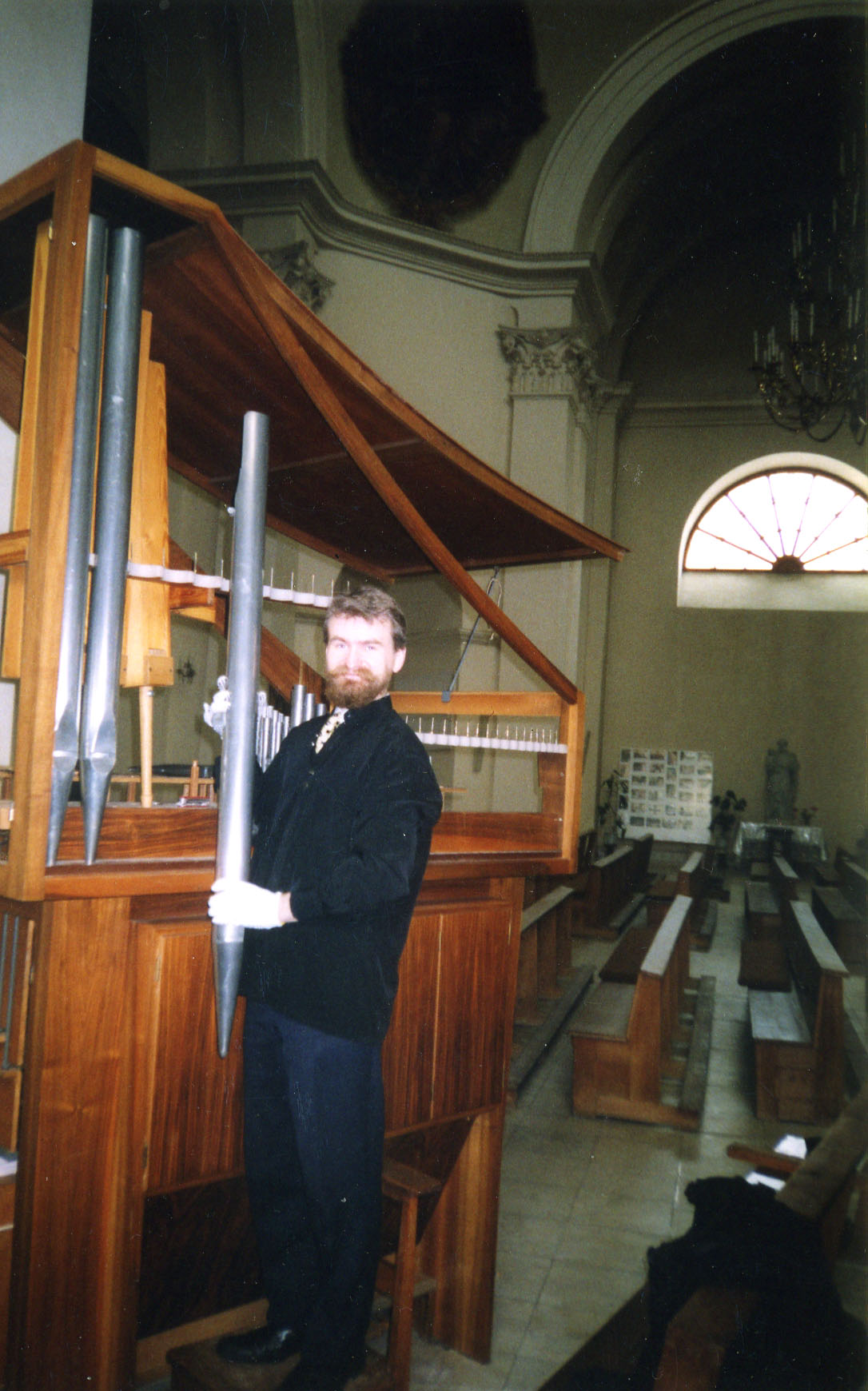
Демонтаж органу «Oberlinger» (Київ, костел св. Олександра, 2005)

1995-1996 — органний майстер НМАУ ім. П. І. Чайковського.
2002-2012 — органний майстер Прокафедрального собору св. Олександра (Київ).
Від 1996 — асистент органіста в Національному будинку органної та камерної музики України.
Від 2007 — член асоціації органістів і органних майстрів України.
Від 2007 — член асоціації діячів естрадного мистецтва України.
Від 2018 — член творчого об'єднання «Портал незалежних художників». [Архівовано 25 жовтня 2018 у Wayback Machine.]

## Творчість

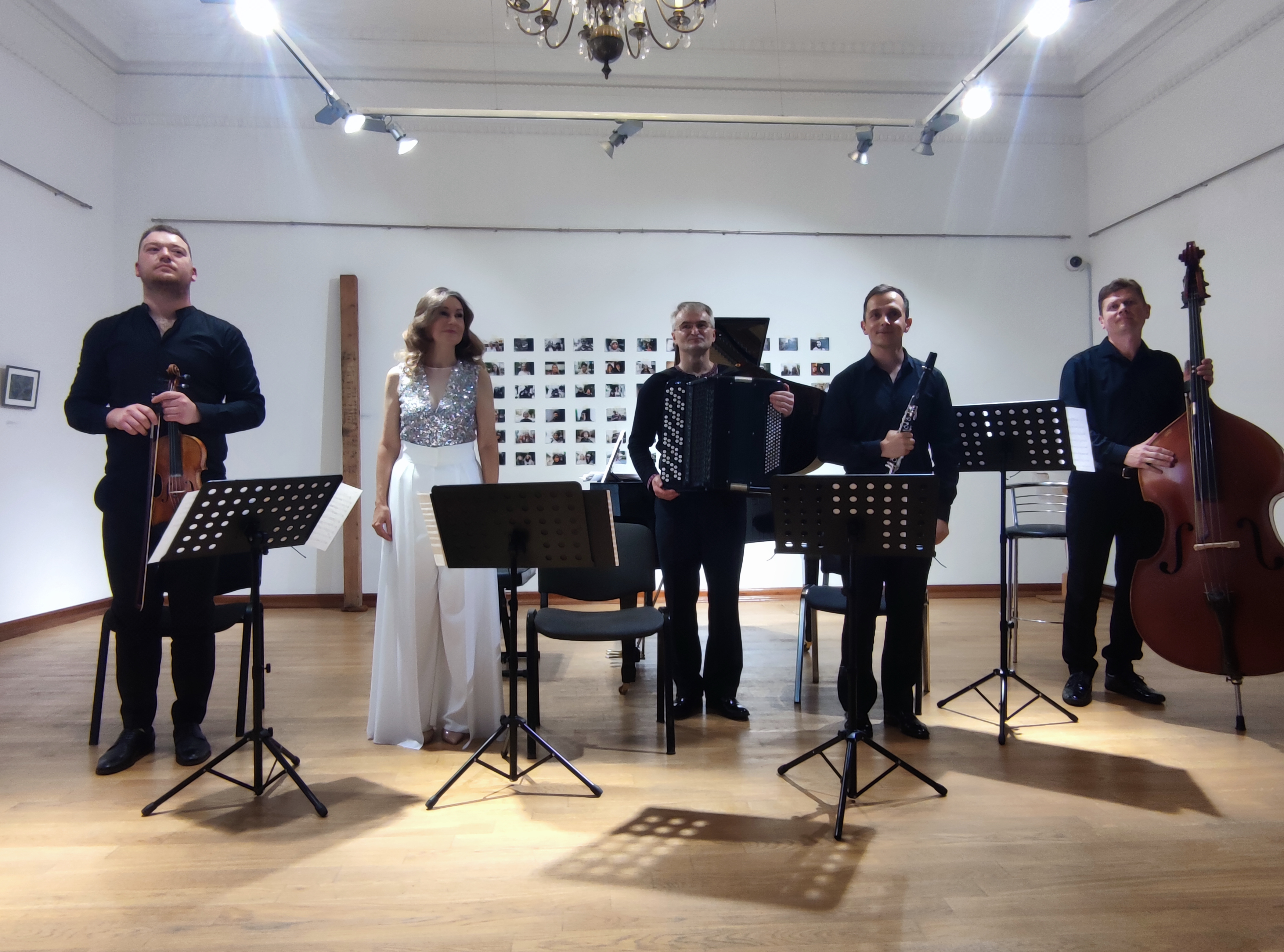
Камерний ансамбль Равісан. Наталія Кравченко — друга ліворуч, Андрій Дубій — по центру. Київ, будинок консисторії на території Софійського собору, червень 2023

Як баяніст концертував в Україні, РФ, Польщі, Франції.
Автор експериментального ансамблю баян-орган (з Іриною Харечко [Архівовано 15 травня 2018 у Wayback Machine.], орган). 2002 — баяніст Ансамблю пісні і танцю військ протиповітряної оборони України (керівник В. І. Коробко), 2002-2015 — баяніст Академічного оркестру народної та популярної музики Національного радіо і телебачення України (керівник нар. артист України С. І. Литвиненко, з 2013 — М.Пікульський, диригенти: нар. артист України С. Є. Павлюченко, засл. діяч мистецтв України В.Марунич). Як баяніст грав у складі Національного академічного оркестру народних інструментів України (керівник нар. артист України, лауреат Національної премії України ім. Тараса Шевченка В. О. Гуцал), Ансамблі класичної музики ім. Б. Лятошинського (диригент народний артист України Б. Пліш [Архівовано 15 січня 2021 у Wayback Machine.], М.Крістер-Вандаловський), Liatoshynskyi Capella (диригент А.Сиротенко), Академічним камерним хором Харківської обласної філармонії імені В'ячеслава Палкіна (диригент Тетяна Герасимчук), Заслуженим ансамблем України, лауреатом Державної премії України імені Т. Г. Шевченка Квартетом імені Миколи Лисенка, Національним ансамблем солістів «Київська камерата», Камерним ансамблем «Равісан» у складі: заслужені артисти України — Кравченко Н. [Архівовано 8 червня 2021 у Wayback Machine.] (ф-но), Мороз О. (кларнет), лауреати міжнародних конкурсів Полуденний А. (віолончель), Дудніченко О. (скрипка), з видатними музикантами сучасності — народним артистом України Кошубою В. В. (орган), Пилатюком Н. (скрипка), заслуженими артистами України Дмитренко О. В. [Архівовано 15 січня 2021 у Wayback Machine.] (орган), Сидоренко М. [Архівовано 16 січня 2021 у Wayback Machine.] (орган), Баженовою К. [Архівовано 5 лютого 2021 у Wayback Machine.] (фортепіано), Ліпінською М. [Архівовано 8 січня 2022 у Wayback Machine.] (мецо-сопрано), Тамарою Рой-Ійндою (флейта), аргентинською співачкою Adriana Nano та ін.
Автор перекладень органної музики для баяна.
Автор поетичних збірок:
- «Декілька слів про Любов» (Київ, 2003)
- «Невипадкові премудрості» (Київ, 2003)

Друкувався в газеті «Літературна Україна» (Київ, 2009), в «Антології сучасної української літератури» (Хмельницький, 2015), «Енциклопедії сучасної літератури» (Хмельницький, 2016), літературних і поетичних альманахах. Учасник і переможець багатьох поетичних фестивалів і конкурсів.

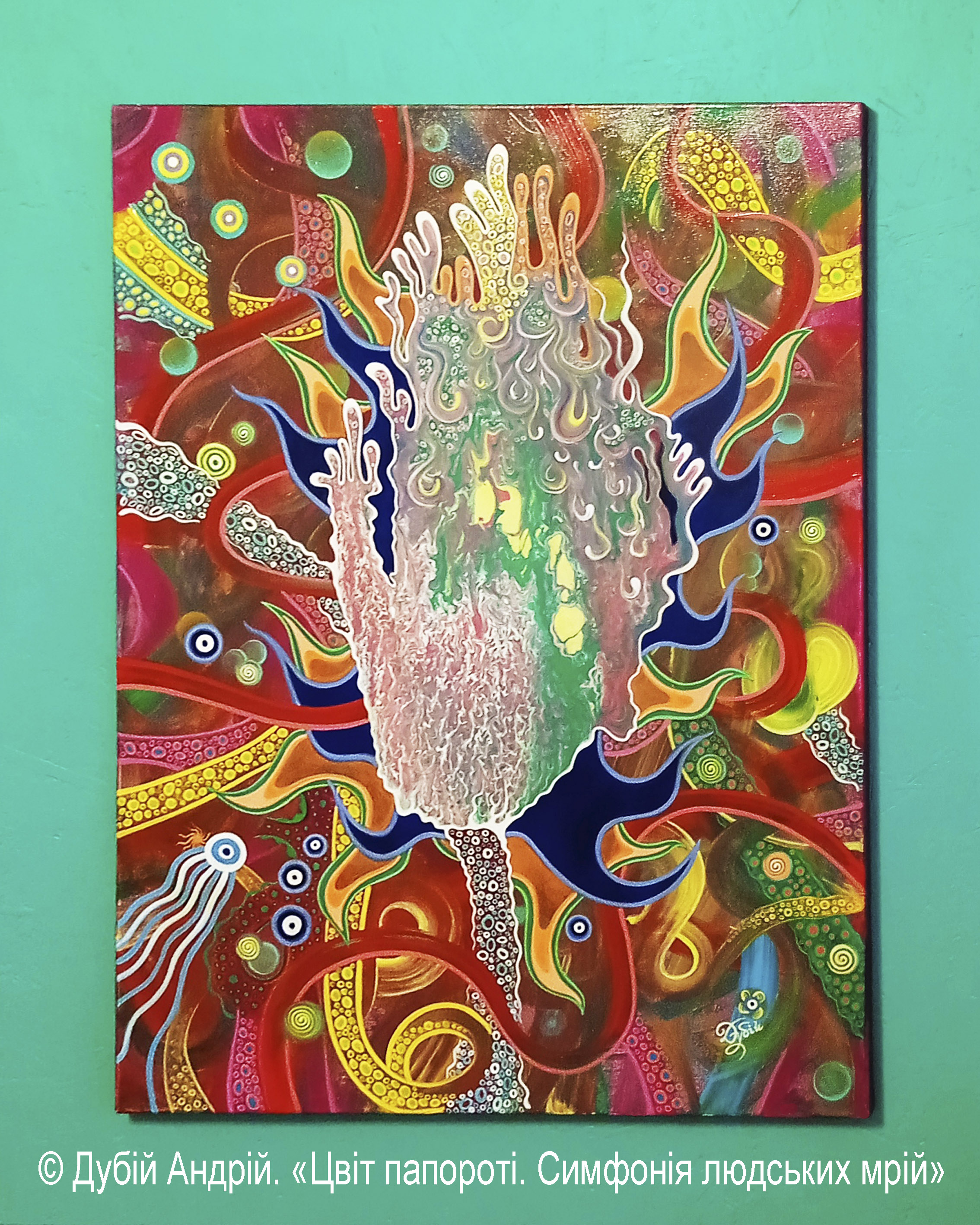
© Дубій Андрій. Авторська картина «Цвіт папороті. Симфонія людських мрій» (акрил, 80х100)

Автор художніх робіт «Терези життя», «Земний хрест», «Філософія Життя» (усі — 2003), «Вимір кохання» (2004), циклу картин «Метаморфози цивілізації» (2017—2021), «Мантра зцілення» (2017), «Цвіт папороті. Симфонія людських мрій» (2018—2023), «Сонети чи сонати. У пошуках трансцендентних співзвуч» (2018—2022), «Ритми і акценти» (2018), «О, ця ненаситна Піранья Часу!!!» (2022), «Засніжені вітражі 2022-го… Бумеранги поглядів крізь шпарину Вічності…» (2022—2023), циклу картин «Пори року» (2023) та ін.
Учасник багатьох групових художніх виставок (Австрія, Італія, Канада, Україна) та персональної виставки у Франції.
Часто-густо використовує таку форму мистецтва як перформанс, поєднуючи авторський живопис та поезію з музичним виконавством.

## Відзнаки
МУЗИКАНТ
- Лауреат Всеукраїнського конкурсу баяністів ім. В. Подгорного (Харків, 1991),
- Лауреат Міжнародного конкурсу баяністів і акордеоністів «Кубок Кривбасу» (Кривий Ріг, 1995).
- 1 премія Міжнародного фестивалю-конкурсу «NORDIC FEST — 2021» (Гельсінкі, Фінляндія, 15-18.11.2021).
- Гран-Прі Міжнародного інструментального конкурсу «SYMFONIA KRAKOWSKA — 2022» (Польща-Україна, 16–22. 05. 2022).
- Гран-Прі Міжнародного конкурсу «A TAVASZ CSILLAGAI — STARS OF SPRING 2022» (Угорщина-Україна, 30. 05 — 04. 06. 2022).

ХУДОЖНИК
- Диплом 1-го ступеня «Свято-Георгіївського Міжнародного Православного Фестивалю-конкурсу Культури і Творчості» в номінації «Графічні твори» (Київ, 2013).
- Переможець Міжнародного конкурсу художників ім. Павла Жердановича (2017).
- 1 премія XVI Міжнародної виставки-конкурсу сучасного мистецтва «Ukrainian Art Week / Топологія сучасного мистецтва» в категорії «Експериментальний живопис», в номінації «Абстракція» за картину «Цвіт папороті. Симфонія людських мрій» (Київ, Центральний Будинок Художника, 14-19.03.2017).
- 1 премія конкурсу «Всеохоплююча колекція» Порталу незалежних художників (Київ, 3.05.2018) [Архівовано 25 жовтня 2018 у Wayback Machine.].
- 1 премія INTERNATIONAL ART COMPETITIONS «CASPI ART» в номінації «Образотворче мистецтво і декоративно-ужиткова творчість» (Туреччина, 3-17.10.2018).
- 1 премія INTERNATIONAL FESTIVAL «STARS OF OLYMPUS» в номінації «Декоративно-прикладне та образотворче мистецтво» (Україна-Греція, 10.07.2021).
- 1 премія Міжнародного багатожанрового фестивалю-конкурсу «Тріумф» в номінації «Образотворче мистецтво / Живопис» (Київ, Україна, 28.07.2021).
- 1 премія Канадсько-українського фестивалю «Торонто 2021» в номінації «Декоративно-прикладне та образотворче мистецтво» (Канада, Торонто, 31.07.2021).
- 1 премія Міжнародного конкурсу «STARS OF GREECE — ΕΛΛΗΙΚΑ ΑΣΤΕΡΙΑ» в номінації «Образотворче мистецтво» (Греція, Салоніки, 5.08.2021).
- 1 премія Міжнародного конкурсу «AUSTRIAN STARS — AUSTRIA, WIEN 2021» в номінації «Образотворче мистецтво» (Австрія, Відень, 17.08.2021).
- Гран-Прі «IX international competition for artists SOLOVIOV ART» в номінації «Живопис» (Україна, Київ, 24.08.2021).
- 1 премія Міжнародного фестивалю-конкурсу «SUNNY FEST 2021» в номінації «Образотворче мистецтво» (Болгарія-Македонія, 27.08.2021).
- 1 премія Міжнародного конкурсу «INTERNATIONAL COMPETITION RAPSODIA POLSKA» в номінації «Образотворче и декоративно-прикладне мистецтво» (Польща, Варшава, 12.09.2021).
- 1 премія Міжнародного фестивалю-конкурсу «ART FESTIVAL BUDAPEST 2021» в номінації «Образотворче мистецтво» (Будапешт, Угорщина, 11-14.10.2021).
- 1 премія Міжнародного фестивалю-конкурсу «HUNGARY FEST 2021» в номінації «Образотворче мистецтво» (Угорщина, 2.12.2021).
- Гран-Прі та спеціальний Приз (автентична срібна монета) «XII international competition for artists SOLOVIOV ART» у двох номінаціях — «Графіка» та «Живопис» (Україна, Київ, 16.12.2021).
- 1 премія Міжнародного фестивалю-конкурсу «POVESTE DE IARNA — WINTER STORY 2022» (Румунія, Бухарест, 18. 01. — 22. 01. 2022).
- Гран-Прі Всеукраїнського конкурсу декоративно-ужиткового та образотворчого мистецтв «Слава Україні» (Україна, Луцьк, 17–19. 05. 2022).
- 1 премія Четвертого Всеукраїнського конкурсу образотворчого, декоративно-прикладного та сучасного мистецтва «Битва Жанрів ART» (Київ, 6.06. 2022).
- 1 премія Міжнародного фестивалю-конкурсу «HORA DIN MOLDOVA» (Молдова-Україна, 27. 09. — 30. 09. 2022).
- 1 премія Міжнародного конкурсу мистецтв «PRAŽSKÁ SYMFONIE» (Прага, Чехія, 18.05 — 25.05.2023).
- Гран-Прі Міжнародного конкурсу мистецтв «FIESTA FEST VALENCIA» (Валенсія, Іспанія, 22.05 — 30.05.2023).

ПОЕТ

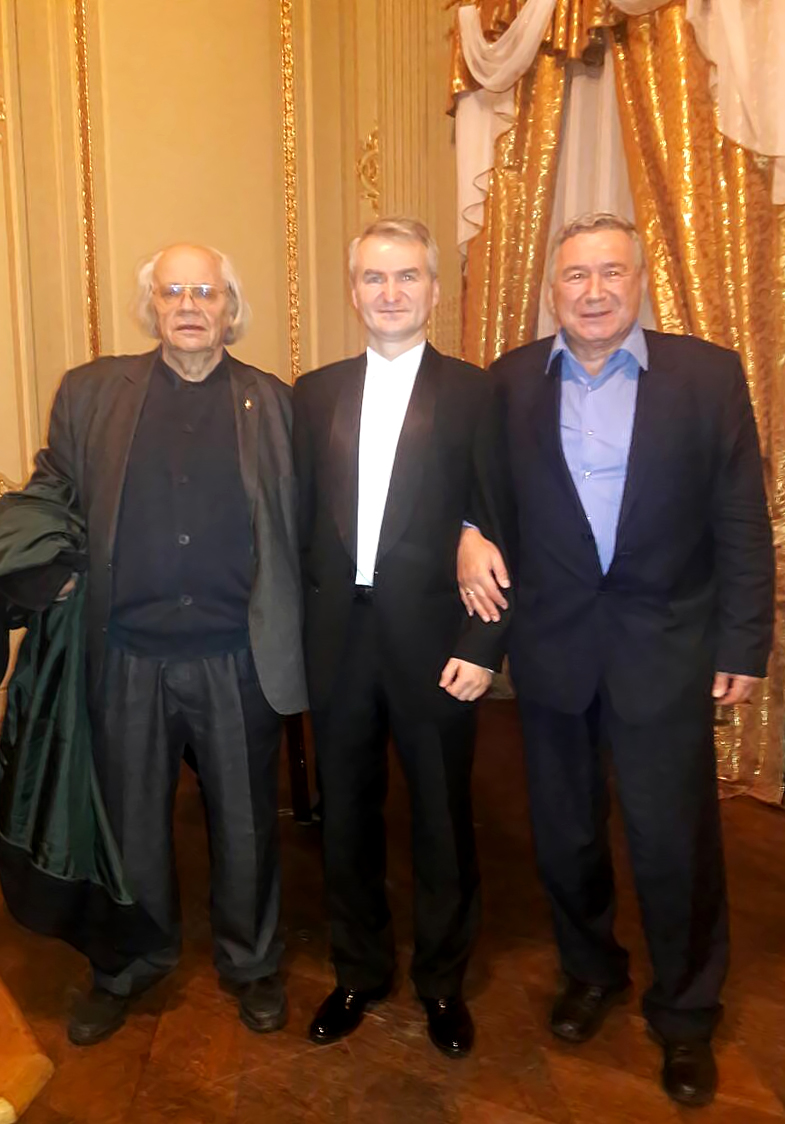
І. Ф. Драч, А. А. Дубій, М. Г. Рильський (Український Фонд Культури, Київ, 2017)

- 1 премія Всеукраїнського поетичного конкурсу «Малахітовий носоріг» в номінації «Яскравий авторський виступ» (Вінниця, 2012),
- Володар «Кришталевої троянди» лауреата Всеукраїнського поетичного конкурсу-вернісажу «Троянди й виноград» ім. М. Т. Рильського (Київ, 1.12.2017),

- Лауреат Першого літературно-мистецького конкурсу ім. Всеволода Нестайка у номінації «Поезія» (Бердичів, 2.02.2019).
- 1 премія Всеукраїнського конкурсу авторської прози та поезії «ЯwriteR» в номінації «Авторська поезія / Елегія» (27.07.2021).
- 1 премія Всеукраїнського конкурсу авторської творчості «НА КРИЛАХ ЕВТЕРПИ» в номінації «Авторська поезія» (Київ, 9-10.11.2022).
- 1 премія Всеукраїнського конкурсу авторської творчості «ЧАРІВНЕ ПЕРО» в номінації «Авторська поезія» (Київ, 27-30.07.2023).

ІНШІ ВІДЗНАКИ
- Стипендіат Президента України (2001).
- Диплом Всеукраїнської Премії «Гордість Незалежної України 2021».
- Пам'ятна Медаль «30 РОКІВ НЕЗАЛЕЖНОСТІ УКРАЇНИ» (2021).
- ПОДЯКА Міністерства культури та інформаційної політики України «За вагомий особистий внесок у розвиток культури і мистецтва, високу професійну майстерність та з нагоди Всеукраїнського дня працівників культури та майстрів народного мистецтва» (2023).